# 桂永清
桂永清（1901年3月7日—1954年8月12日），陸軍、海軍一級上將，字率真，江西貴溪縣鷹潭樓底桂家人。小學畢業後，就讀於南昌心遠中學，畢業於南昌第一師範學校。時與貴溪鄉人彭程萬、李建鼎等到日本留學，後因孫中山創立黃埔軍校，而加入為第一期。
抗战中桂永清不戰而潰，弃守蘭封，导致国军兰封会战失利。
《海軍軍歌》是中華民國海軍現行軍歌，史料未記載創作時期，但約為桂永清擔任海軍總司令的1946年至1949年間創作 ，為中國抗日戰爭勝利後所確定，作詞者為時任海軍總司令桂永清，作曲者為音樂家陳德義。
1954年7月1日升任参谋總長，在參謀總長就職52天後，因力疾從公，竟至不起，心臟病發身亡，得年54歲。

## 早年經歷
1924年春進入廣州大本營陸軍講武學堂第一期，後該軍校被併編入黃埔軍校一同培訓，因此畢業是領取黃埔軍官學校第一期證書。畢業後任教導團之連黨代表，繼任連長，國民革命軍第一軍特務營長。1926年秋，北伐入閩，升團長。1927年龍潭之役，以功進上校，旋授少將，遷警衛師第三十一旅旅長，屢建戰功。一个黄埔五期学生称赞他“不仅很有军人本色，对政治见解和历史亦具相当眼光。加入力行社后，他经常到筹备处工作”。。

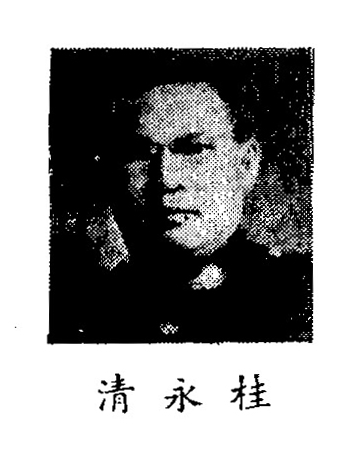

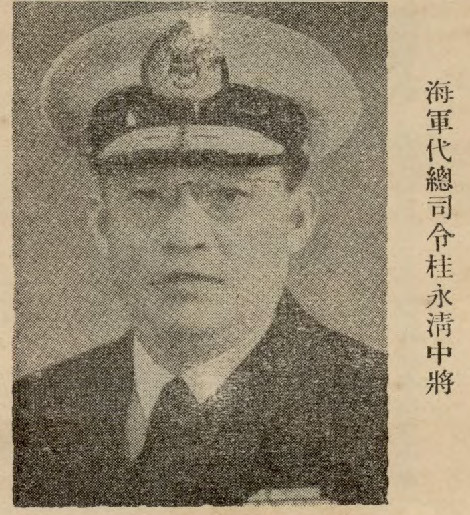
中國新海軍插圖

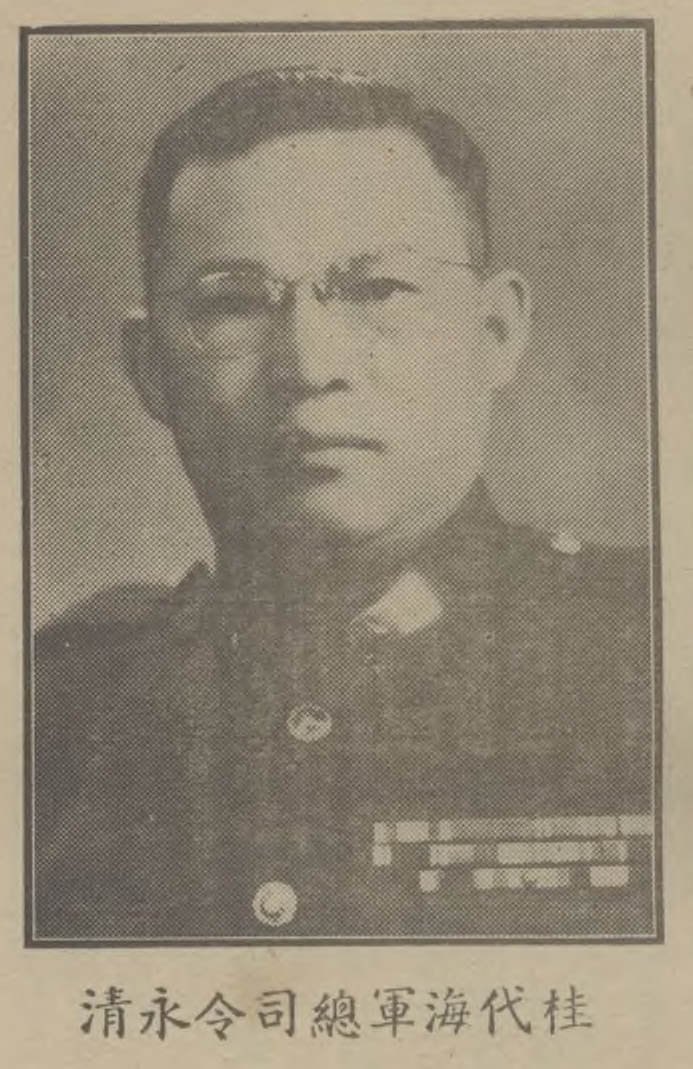

## 中年經歷
1930年留學德國，4年後歸國，任职中央陸軍官校。主动请缨赴察哈尔创办分校培养骑兵军官，出任西北分校筹备主任。事未成，被召回南京负责创办教導總隊担任總隊長。繼調安慶警備副司令；1935年授中將，遷第七十八師師長，尋復任軍校教導總隊長，兼首都警備副司令。1936年，西安事變，任第五路第一縱隊指揮官，率部先發，敗逆軍於赤水。
1937年，抗戰軍興，守上海八字橋、蘇州河；1938年，任第四十六師師長，繼升第國民革命軍第二十七軍軍長；1938年「蘭封會戰」時，日军土肥原賢二的第14師團進攻河南，蒋介石亲自介绍桂永清和黃杰镇守蘭封（今兰考县）和商丘，準備以10個師分駐在兰封週邊，計畫对日軍进行合围。此役国军兵力10倍于日军，旨在歼灭土肥原师团。桂永清曾经在此战前鼓吹：“以少胜多，难乎其难，以多胜少，又有何难？”邱清泉亦称：“这点敌人算什么，看我们来打他个落花流水!” 宋希濂不无讥讽地说：“好哇!你们两位‘德国将军’来了，这次一定可以打个大胜仗。”
但兰封作战中，國民革命軍即將完成蘭封包圍圈時，面對日军第14師團的攻擊，桂永清所率領的國民革命軍第二十七軍不但無法有效滯遲日軍，甚至還違抗上級命令於5月23日擅自撤離蘭封城。5月23日，土肥原师团1个加强旅团在坦克大炮的支援下，向兰封城展开进攻，仅仅两三个小时之后，桂永清便招架不住全线溃败，并率众撤離蘭封城。同時抗令棄守蘭封城的還有第七十一軍88師中將師長龍慕韓。主官膽怯最終導致整个兰封戰役布局就此崩潰。
此役國民政府軍動用了10個師以上的兵力，不但沒有殲滅日軍，反而讓河南防線失守。其后國民政府將黃河决堤滯遲日軍，致使河南百姓惨遭洪水侵害。戰役結束後，失守商丘的黃杰立刻遭扣押遭湯恩伯看管，與桂永清一同自蘭封逃跑的龍慕韓於6月遭槍決，但是應屬同罪的桂永清卻藉由何应钦的女婿這层裙帶關係逃过军法处置。桂永清在民國二十七年8月10日上呈給蔣中正蘭封會戰二十七軍作戰戰報紀錄，蔣中正在8月13日批示「你令大軍撤退，先自逃命，又何能使此部隊守蘭封？」，顯示蔣清楚桂為蘭封會戰佈署崩盤的原因。
蘭封會戰後，戰爭進入武漢周邊，為了爭取吸收失學青年構成軍隊新血，1938年7月國民政府在武昌建立軍事委員會戰時幹部訓練工作團，團長由蔣中正兼任，團內實質業務由團教育長掌握，桂永清擔任戰幹一團教育長。隨後因武漢會戰爆發，戰幹一團內遷四川綦江；在內遷過程中，戰幹一團受訓團員曾成立忠誠劇社，並在內遷過程中宣傳公演；公演內容令桂永清認定團內有共產黨潛伏學生。在戰幹一團遷徙告一段落後，桂永清得到陳誠允諾，夥同團政治部主任滕傑、團總隊長楊厚燦（前教導總隊工兵團團長）、團指導員蕭勁進行秘密審判，大肆對認定團員動用刑訊逼供，偽造證據炮製「潛伏共黨組織」，並侵吞枉死學生財物。據後來收拾殘局的陸軍中將周振強回憶，戰幹一團以私刑處決了270人、有40人因此終生殘廢。因受訓團員家長上告政治部部長張治中，桂永清等人的劣行才在軍方內部被知曉。這個案件中共稱為綦江慘案，國軍則從未對這次慘案作出解釋。
作為桂永清同夥核心共犯，蕭勁、楊厚燦在事蹟爆發後隨即棄職逃跑，滕傑則調往政治部辦公廳主任遠離第一線；而主犯桂永清則在1940年6月被外放至德國擔任駐外武官，徹底被踢出陸軍系統，不再接觸兵權。1944年任駐英武官。
抗戰勝利，桂永清於1946年任海軍副總司令，並兼代總司令。1946年5月27日，國民政府令桂永清為中華民國駐德軍事代表團團長:8061。1947年，親率峨眉等13艘艦艇，撤運青島守軍。8月2日，海軍代總司令桂永清在南京以《中國海軍現狀》為題，向全國廣播演說：一、海軍員額擴充至3.45萬人；二、海軍艦隊實力，現有海防第一、第二艦隊，江防艦隊與運輸艦隊共4個艦隊，另有10個炮艦隊；三、海軍已於滬、青、左營及榆林港四處設置基地司令部，另設巡防處11處；四、海軍現有滬、青、左營、榆林、馬公、黃埔、大沽等海軍造船所；五、現海軍軍官訓練，集中於青島海軍軍官學校，士兵訓練集中於海軍軍士學校，造船、造械、造機、電工各項則集中於海軍機械學校:8392。
1948年，真除總司令並率艦清剿舟山群島之解放軍；1949年，又參加長江江防戰役，每遇重要時機，均親登艦橋督戰，身先士卒，提振作戰意志。1949年9月3日，海軍總司令桂永清飛抵廈門，召集在廈門海軍各單位首長舉行會議:9008。
1951年6月，晉升海軍二級上將；後轉任總統府參軍長。

### 白色恐怖
桂永清與海軍素無淵源，擔任海軍總司令乃靠其政治正確與駐英武官時代與赴英接艦軍官間學習并成為抗戰勝利後重整海軍、打倒閩系海軍的要角。海軍總司令部雖由陳誠掛總司令之位，但1946年陳誠兼任參謀總長並在東北戰場和中國人民解放軍周旋，海軍的主要指揮者實為擔任副總司令的桂永清。
桂永清引大批曾經被閩系打壓的其它海軍派系與陸軍軍官進入海軍任職，引起舊體系的不滿。1947年3月伏波號炮艦因操艦失誤遭撞沉，桂永清的統御再度遭到閩系挑戰。加上中國共產黨在海軍內逐漸成立多條內應線，成功策動多艘軍艦投共。各種條件下促成桂永清利用反共之名對閩籍海軍人員施行非法拘捕。1949年海軍官校南遷之時，海軍官校校長、准將魏濟民遭誣指意圖叛亂；桂同時下令關押一切有政治嫌疑的海軍人員，最徹底的是海軍官校39、40、41年班的再教育行為，其它海軍教育系統也有相當人數因此遭拘禁甚至處決。

## 逝世
1954年6月，蔣介石以桂永清為參謀總長:78。7月1日起，桂永清出任參謀總長，視事僅45日。桂永清於8月12日逝世，享年53歲；總統特明令褒揚，特追晉陸軍一級上將。

### 墓葬
桂永清身後與父母及妻子安葬於新北市中和區之桂永清墓園；該墓園於2014年被新北市政府指定為直轄市定古蹟。

## 其他
網路上曾有傳言桂永清為藝人桂綸鎂之祖父，但桂綸鎂斷言與其無親屬關係。
有傳說认为桂永清是因为鬥爭或被揭发在担任海军总司令期间贪污军费而畏罪自杀。在孫立人兵變案中孫光炎在自白書表示，在郭廷亮家中聽到郭曾說：桂永清因為反對政工被蔣經國用藥針毒死。
此外，桂氏為南京「海軍子弟學校」（高雄市立海青高級工商職業學校以及永清國小的前身）創辦人之一。
有一子桂興（George Hsing Kwei，1938—2005）是一位物理學家，以基礎研究而聞名，特別是在分子碰撞動力學和中子繞射方面。